# Jonah Bryant
Jonah Bryant (* 15. Juli 2005 in Brighton) ist ein englischer Squashspieler.

## Karriere
Jonah Bryant gewann bei den Junioren in jeder Altersklasse mindestens einmal den Titel bei den englischen Meisterschaften sowie auch mehrere Male bei den britischen Meisterschaften. 2023 und 2024 wurde er bei den U19-Junioren Europameister im Einzel und sicherte sich diesen Erfolg mit der englischen Nationalmannschaft auch mehrfach in sämtlichen Altersklassen. Bei Junioren-Weltmeisterschaften erreichte er im Einzel 2022 das Achtelfinale und 2023 das Viertelfinale, während er mit der Mannschaft 2022 Weltmeister wurde.
Bryant spielte erstmals 2022 und seit 2023 regelmäßig auf der PSA World Tour und gewann auf dieser bislang sieben Turniere. Der erste Titelgewinn gelang ihm in der Saison 2023/24 im Oktober 2023 in Stourbridge. Daraufhin folgten weitere Turniersiege in London, Harrogate, Calgary und St. Louis. Im September 2024 gewann er in Budapest sein bislang höchstdotiertes Turnier. Seine höchste Platzierung in der Weltrangliste erreichte er mit Rang 29 am 2. Juni 2025.
2025 wurde Bryant für die Europameisterschaften erstmals in den Kader der englischen Nationalmannschaft berufen. Der Mannschaft gelang mit einem Finalsieg gegen Frankreich der Titelgewinn, Bryant gewann dabei seine Partie gegen Baptiste Masotti.

## Erfolge
- Europameister mit der Mannschaft: 2025
- Gewonnene PSA-Titel: 7